# Zamarada clenchi
Zamarada clenchi là một loài bướm đêm trong họ Geometridae.